# Alexander Kornezov
 (novembre 2023).
La mise en forme du texte ne suit pas les recommandations de Wikipédia : il faut le « wikifier ».
Les points d'amélioration suivants sont les cas les plus fréquents :
- Les titres sont pré-formatés par le logiciel. Ils ne sont ni en capitales, ni en gras.
- Le texte ne doit pas être écrit en capitales (les noms de famille non plus), ni en gras, ni en italique, ni en « petit »…
- Le gras n'est utilisé que pour surligner le titre de l'article dans l'introduction, une seule fois.
- L'italique est rarement utilisé : mots en langue étrangère, titres d'œuvres, noms de bateaux, etc.
- Les citations ne sont pas en italique mais en corps de texte normal. Elles sont entourées par des guillemets français : « et ».
- Les listes à puces sont à éviter, des paragraphes rédigés étant largement préférés. Les tableaux sont à réserver à la présentation de données structurées (résultats, etc.).
- Les appels de note de bas de page (petits chiffres en exposant, introduits par l'outil «  Source ») sont à placer entre la fin de phrase et le point final[comme ça].
- Les liens internes (vers d'autres articles de Wikipédia) sont à choisir avec parcimonie. Créez des liens vers des articles approfondissant le sujet. Les termes génériques sans rapport avec le sujet sont à éviter, ainsi que les répétitions de liens vers un même terme.
- Les liens externes sont à placer uniquement dans une section « Liens externes », à la fin de l'article. Ces liens sont à choisir avec parcimonie suivant les règles définies. Si un lien sert de source à l'article, son insertion dans le texte est à faire par les notes de bas de page.
- La présentation des références doit suivre les conventions bibliographiques. Il est recommandé d'utiliser les modèles {{Ouvrage}}, {{Chapitre}}, {{Article}}, {{Lien web}} et/ou {{Bibliographie}}. Le mode d'édition visuel peut mettre en forme automatiquement les références.
- Insérer une infobox (cadre d'informations à droite) n'est pas obligatoire pour parachever la mise en page.

Pour une aide détaillée, merci de consulter Aide:Wikification.
Si vous pensez que ces points ont été résolus, vous pouvez retirer ce bandeau et améliorer la mise en forme d'un autre article.
Alexander Kornezov, né en 1978 à Yambol, Bulgarie, est un juriste, juge, chercheur et auteur de nombreuses publications dans le domaine du droit de l’Union européenne, polyglotte.

## Éducation
Alexander Kornezov étudie à l’école primaire Hristo Smirnenski dans sa ville natale et obtient son diplôme dans l’enseignement secondaire à l’école de langue anglaise Vasil Karagyozov.
Il obtient sa maîtrise de droit de la faculté de droit de l’université Saint-Clément-d'Ohrid de Sofia en Bulgarie, avec des notes maximales aux examens d’État.
En 2004, il obtient son diplôme de Master en droit de l’Union européenne au Collège d’Europe de Bruges (Belgique), où il est parmi les cinq meilleurs étudiants de la promotion « John Locke ».
En 2008, Alexander Kornezov a défendu une thèse de doctorat ayant pour thème « Le renvoi préjudiciel devant la Cour de justice des Communautés européennes ».
En 2014, Alexander Kornezov devient professeur associé de droit international privé à l’Académie bulgare des sciences.

## Activité professionnelle
Alexander Kornezov commence sa carrière professionnelle à Bruxelles, dans le cabinet d’avocats, Van Bael & Bellis, où il travaille principalement dans le domaine du droit de la concurrence de l’Union européenne, du droit antidumping et du droit antisubventions, ainsi que dans le domaine du droit de l’Organisation mondiale du commerce. Il représente un certain nombre de sociétés internationales devant la Commission européenne et les juridictions de l’Union européenne. Au cours de cette période, il se rend régulièrement en Chine, à Hong Kong et en Égypte dans le cadre de diverses procédures antidumping.
En 2007, il devient référendaire à la Cour de justice de l’Union européenne au sein du cabinet de M. le juge Alexander Arabadjiev.
En avril 2016, à la suite d’un concours au titre de l’article 3, paragraphe 3, de l’annexe I du protocole n° 3 du traité sur le fonctionnement de l’Union européenne, il est nommé juge au Tribunal de la fonction publique de l’Union européenne.
Le 19 septembre 2016, il est nommé juge au Tribunal de l’Union européenne, où il devient le plus jeune juge à cette époque.
Trois ans plus tard, Alexander Kornezov est élu président de chambre par l’assemblée plénière des juges du Tribunal de l’Union européenne,,. Le 19 septembre 2022, il a été réélu président de chambre du Tribunal,,.
Il maitrise et utilise l’anglais, le français, l’espagnol, le portugais, l’allemand, le russe et le bulgare.

## Enseignement et travaux académiques
Alexander Kornezov enseigne le droit procédural de l’Union européenne à la faculté de droit de l'Université d'économie nationale et mondiale à Sofia (Bulgarie) de 2008 à 2012 et à la faculté de droit de l'université de Sofia de  « Sv. Kliment Ohridski» de 2010 à 2013 
Alexander Kornezov enseigne le droit des marchés publics de l’Union européenne à l'Université du Luxembourg depuis 2020.
Il intervient régulièrement dans de nombreuses universités et lors de conférences internationales, notamment à la Harvard Law School, à l’université de Cambridge, à l’université d’Oxford , à l’université d’Édimbourg, à la KU Leuven, à l’université de Maastricht, à l’Institut universitaire européen, au Collège d’Europe, à l’université de Vienne, à lʼuniversité de Lorraine, etc.
Alexander Kornezov est l’auteur de plusieurs monographies,,,et de nombreuses autres articles et publications académiques en bulgare, en anglais et en français. Ses travaux apparaissent dans de prestigieuses revues juridiques et éditeurs tels que Common Market Law Review, European Law Review, Oxford University Press, Cambridge University Press, Hart Publishing, Journal of Competition Law and Practice, Cambridge Law Journal, Columbia Journal of European Law, Cambridge Yearbook of European Studies, etc.
Les publications académiques d’Alexander Kornezov sont régulièrement citées dans les travaux des chercheurs dans le domaine de l’Union européenne. Parmi ses recherches académiques les plus connues (en anglais) figurent ceux concernant l’autorité de la chose jugée des décisions des juridictions nationales qui sont contraires au droit de l’Union, la doctrine de lʼ« acte claire », l’« accès au juge » dans le domaine du droit de l’Union, le contrôle juridictionnel dans le domaine du droit de la concurrence de l’Union, la Charte des droits fondamentaux de l’Union européenne, la dimension sociale de l’intégration européenne 
Il est régulièrement impliqué dans différentes formations pour les magistrats et avocats bulgares dans le domaine du droit de l’Union européenne organisées à la Cour suprême de cassation, à l’Institut national de la justice et au Conseil supérieur du barreau.
En 2009, il a créé, avec une équipe de collègues, la première revue juridique bulgare spécialisée dans le droit de l’Union européenne, intitulée « Evropeiski praven pregled ».

## Activités publiques
En 2009, Alexander Kornezov était l’un des fondateurs de l’Association bulgare de droit européen, une organisation non gouvernementale dédiée à l’amélioration des connaissances du droit de l’Union en Bulgarie, à la formation professionnelle des juristes bulgares dans le domaine du droit de l’Union et à la dissémination des activités, la législation et la jurisprudence des institutions de l’Union européenne.
En 2016, il reçoit le prix du « Juriste de l’année » pour sa contribution dans le domaine du droit de l’Union européenne.
Il est juge dans le cadre de la Central and Eastern European Moot Court Competition depuis 2009.
Il est l’un des organisateurs du prestigieux congrès international de la Fédération internationale pour le doit européen (FIDE), qui s’est tenu à Sofia du 31 mai au 3 juin 2023, et dont Alexander Kornezov est le responsable du programme scientifique.

## Intérêts privés
Alexander Kornezov est l’auteur des livres L’arrière-cour de l’Amérique (2003) et La voix des muets (2006).

## Vie privée
Alexander Kornezov est marié et père de deux enfants.[réf. nécessaire]